# Шишминка
Шишминка — деревня в Октябрьском районе Челябинской области России. Входит в состав Маякского сельского поселения.

## География
Деревня находится на востоке Челябинской области, в лесостепной зоне, на расстоянии примерно 15 километров (по прямой) к юго-востоку от села Октябрьское, административного центра района. Абсолютная высота — 180 метров над уровнем моря.

## Население
| 2002 | 2010 |
| ---- | ---- |
| 699  | ↘457 |

Гендерный состав
По данным Всероссийской переписи населения 2010 года в гендерной структуре населения мужчины составляли 49,9 %, женщины — соответственно 50,1 %.
Национальный состав
Согласно результатам переписи 2002 года, в национальной структуре населения русские составляли 39 %.

## Улицы
Уличная сеть деревни состоит из пяти улиц.